# Zorah sur la terrasse
Zorah sur la terrasse – ou simplement Sur la terrasse – est un tableau réalisé par le peintre français Henri Matisse en 1912-1913. Cette huile sur toile est le portrait d'une jeune femme tangéroise accroupie sur un tapis à l'ombre des murs bordant une terrasse, un bocal de poissons rouges à côté d'elle. Partie d'un ensemble parfois appelé le Triptyque marocain, cette œuvre appartient à la collection d'Ivan Morozov jusqu'en 1919. Elle est aujourd'hui conservée au musée des Beaux-Arts Pouchkine, à Moscou, depuis 1948.

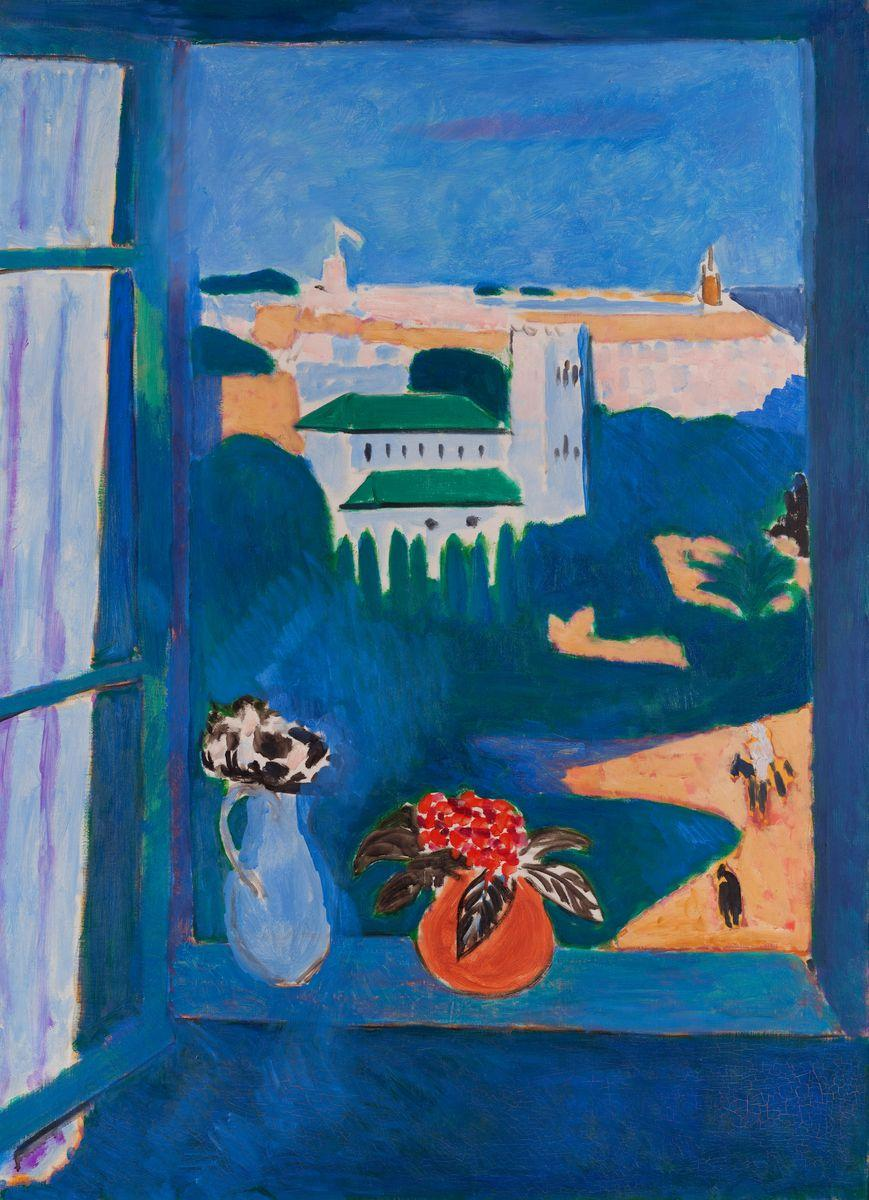
Vue de la fenêtre, 1912-1913 – Musée des Beaux-Arts Pouchkine, Moscou.
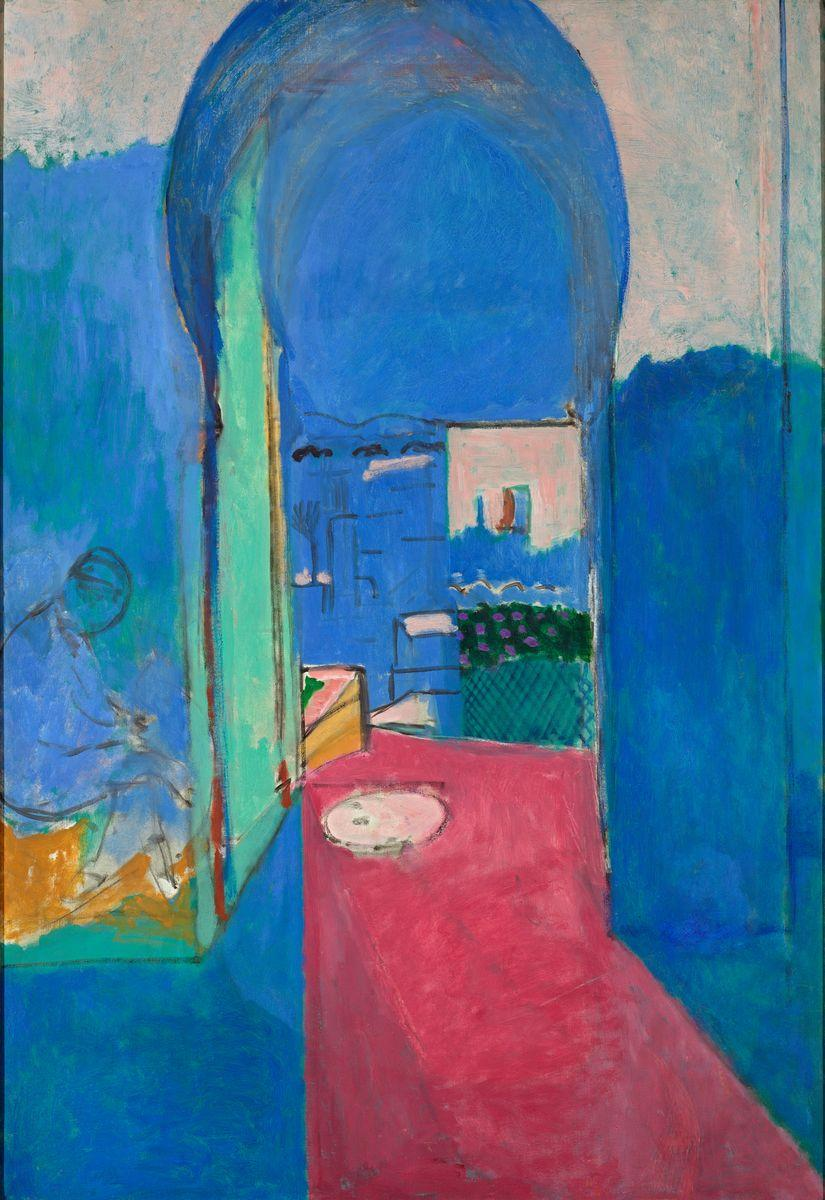
Porte de la Casbah, 1912-1913 – Musée des Beaux-Arts Pouchkine, Moscou.